# Uwe Süßenberger
| 221516 Bergen-Enkheim | 13 agosto 2006 |
| 231555 Christianeurda | 1 ottobre 2008 |
| 340980 Bad Vilbel     | 15 marzo 2007  |
| 425442 Eberstadt      | 7 marzo 2010   |
| 663271 Heinzreinhardt | 11 marzo 2007  |

Uwe Süßenberger (...) è un astronomo amatoriale tedesco.
Il Minor Planet Center gli accredita le scoperte di quattro asteroidi, effettuate tra il 2006 e il 2010.